# Vía Montenapoleone

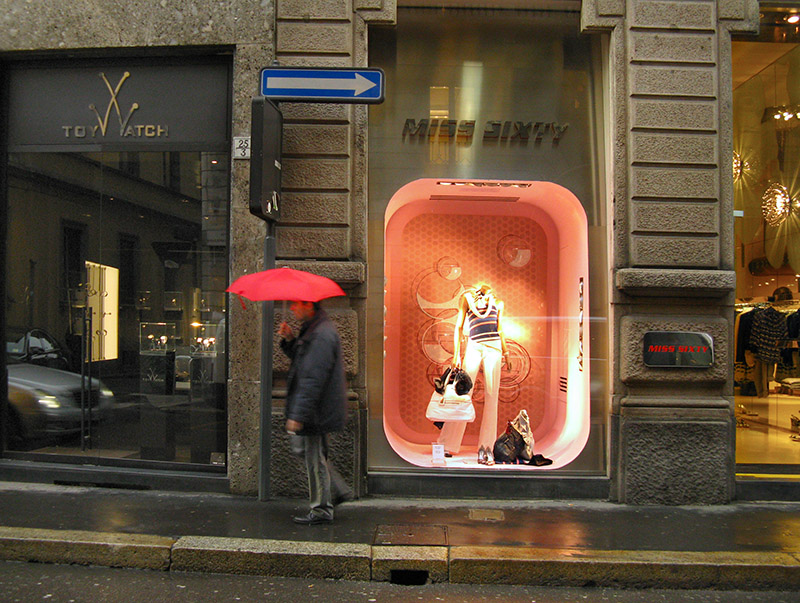
Miss Sixty en Via Montenapoleone

Vía Montenapoleone es una calle elegante en Milán, Italia, y famosa por sus comercios de moda y joyas. Es la calle más importante del distrito de modas de Milán, donde conocidos diseñadores tienen sus tiendas y boutiques. Está ubicada cerca de dos importantes estaciones de metro. 
Via Montenapoleone fue la tercera calle más cara de Europa en 2019 y la quinta del mundo, mientras que en 2022, según Forbes, fue la más cara de Europa y la tercera del mundo.